# Lijst van nationale parken in Ecuador
Hieronder volgt een lijst van nationale parken in Ecuador.
Twee nationale parken (Nationaal park Galápagos en Nationaal park Sangay) staan op de Unesco-Werelderfgoedlijst.
| Naam                               | Foto | Oppervlakte (ha) | Oprichtingsjaar |
| ---------------------------------- | ---- | ---------------- | --------------- |
| Nationaal park Cayambe-Coca        |      | 403103           | 1970            |
| Nationaal park Cotopaxi            |      | 32255            | 1975            |
| Nationaal park El Cajas            |      | 28544            | 1996            |
| Nationaal park Galápagos           |      | 799540           | 1959            |
| Nationaal park Llanganates         |      | 219707           | 1996            |
| Nationaal park Machalilla          |      | 70614            | 1979            |
| Nationaal park Podocarpus          |      | 146280           | 1982            |
| Nationaal park Sangay              |      | 517700           | 1979            |
| Nationaal park Sumaco Napo-Galeras |      | 205249           | 1994            |
| Nationaal park Yacurí              |      | 43090,6          | 2009            |
| Nationaal park Yasuní              |      | 1022700          | 1979            |